# Gut Vehr
Koordinaten: 52° 40′ 51″ N, 7° 56′ 18″ O

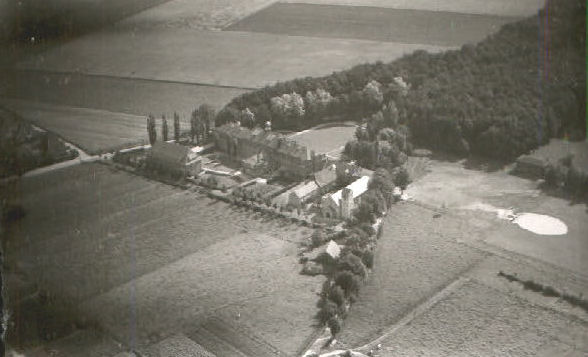
Luftaufnahme von Gut Vehr, Quakenbrück, Ende der 1920er Jahre

Gut Vehr ist eine ehemalige Burg- und Wehranlage am nordwestlichen Stadtrand von Quakenbrück und gehört heute zusammen mit dem Stadtteil Hengelage zum Stadtgebiet. Durch die Swingolfanlage ist das Gut unter den diesen Sport Ausübenden deutschlandweit bekannt.
Bereits im 13. Jahrhundert erwähnt, diente Gut Vehr zunächst als Burg- und Wehranlage und wurde später als wehrhafte, mit einem Graben umgebene Hofanlage genutzt. 1522 besaß die Familie von Schmerten das Gut, 1540 gelangte es durch Heirat an von Grothaus. Um 1650 kam es über die Familien von Kobrinck (Daren) und von Schade (Ihorst) an das Adelsgeschlecht von Frydag (Daren). 1783 kaufte es von Elmendorff. Von 1876 bis 1929 stand es im Besitz des Freiherrn von Schorlemer Burghard von Schorlemer-Alst und dessen Sohn Clemens Freiherr von Schorlemer-Lieser, der seine Verbundenheit mit der Stadt Quakenbrück am 29. Mai 1916 durch die Schenkung des „Eisernen Burgmanns“ zum Ausdruck brachte, mit dessen „Nagelung“ Geldspenden für die Kriegslasten erbracht werden sollten. Von Schorlemers Vater hatte 1877 das neue Gutshaus von Gut Vehr errichten lassen, das etwas abseits von den ausgedehnten landwirtschaftlichen Gebäuden in einem parkähnlichen Waldgebiet gelegen ist.
1926 kaufte Johann Wilhelm Welker aus Duisburg das Gut. Von 1929 bis 1936 wurde es vollständig umgebaut und erhielt seine heutige Form. So entstand die größere Hofanlage in der heute erhaltenen Form. Der Speicher, Bestandteil des Ostflügels vom Hof, diente als Getreidelager und später der Saatgetreideveredlung. Das Anwesen wurde innerhalb der Familie vererbt und befindet sich bis heute in deren Besitz. Gut Vehr ist mit dem Gut Groß-Arkenstedt vereint.
Die Hengelage ist praktisch gleichzusetzen mit Gut Vehr, denn die Siedlung entstand auf deren Grund und Boden. Der Wald und das übrige Gelände gehören noch zum Gut. Heute begrenzt es das Quakenbrücker Stadtgebiet in nordwestlicher Richtung; bis zur niedersächsischen Gebietsreform im Jahr 1972 gehörte Hengelage (wie heute noch das Gut Groß-Arkenstedt) zur Gemeinde Essen (Oldenburg) im Landkreis Cloppenburg.
Die von der Bundesstraße 68 abzweigende Allee, die zum Gut Vehr führt, ist Teil der „Kunsttour“, einem durch das nördliche Artland führenden Radrundweg, an dessen Rand insgesamt zwölf Gemälde aufgestellt sind, die die für den Bildbetrachter außerhalb des Bildes sichtbare Landschaft reproduzieren.

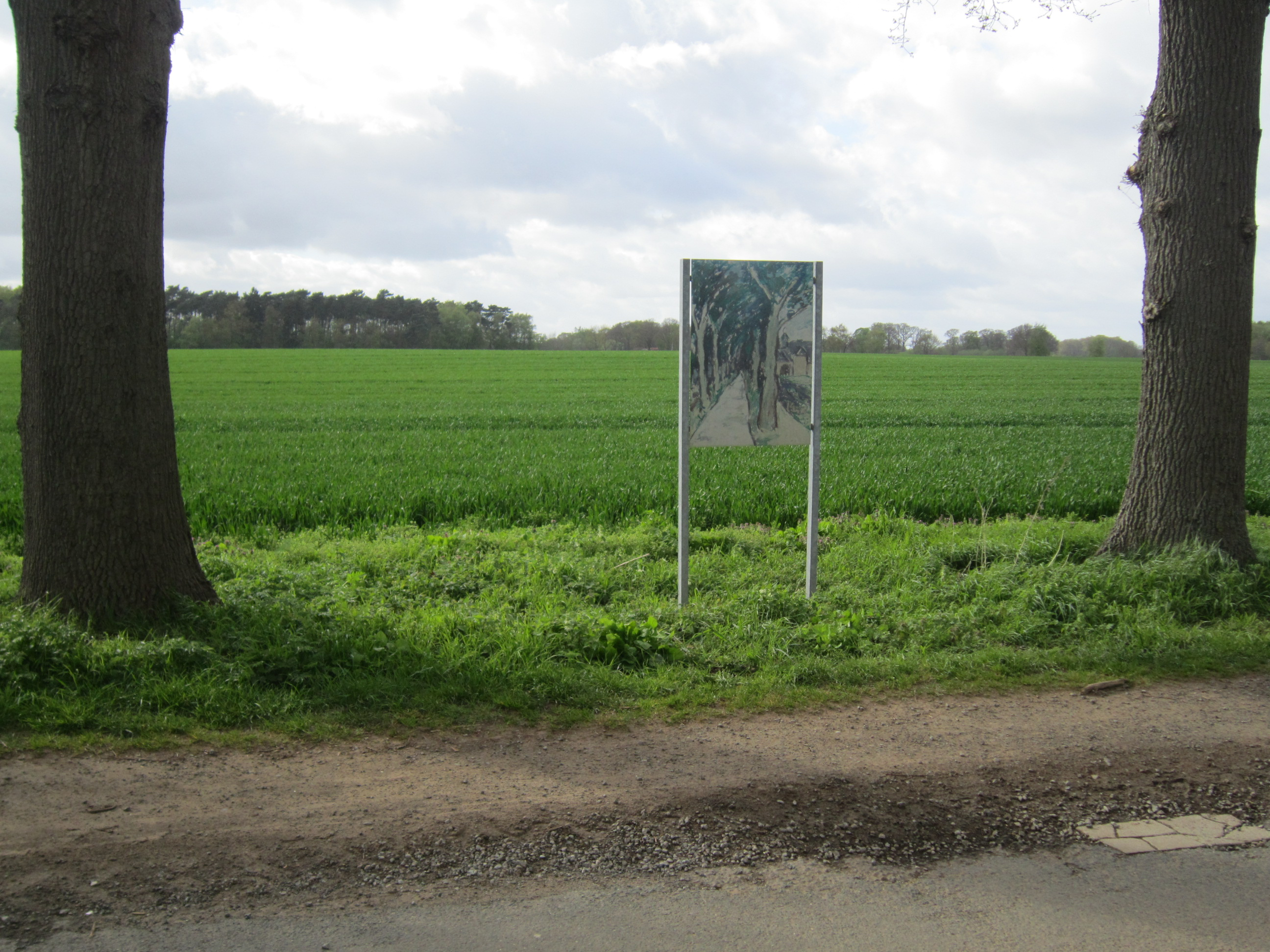
Zufahrtsallee; Bild 11 der „Kunsttour“ (Radroute durch das Artland) zwischen zwei Alleebäumen
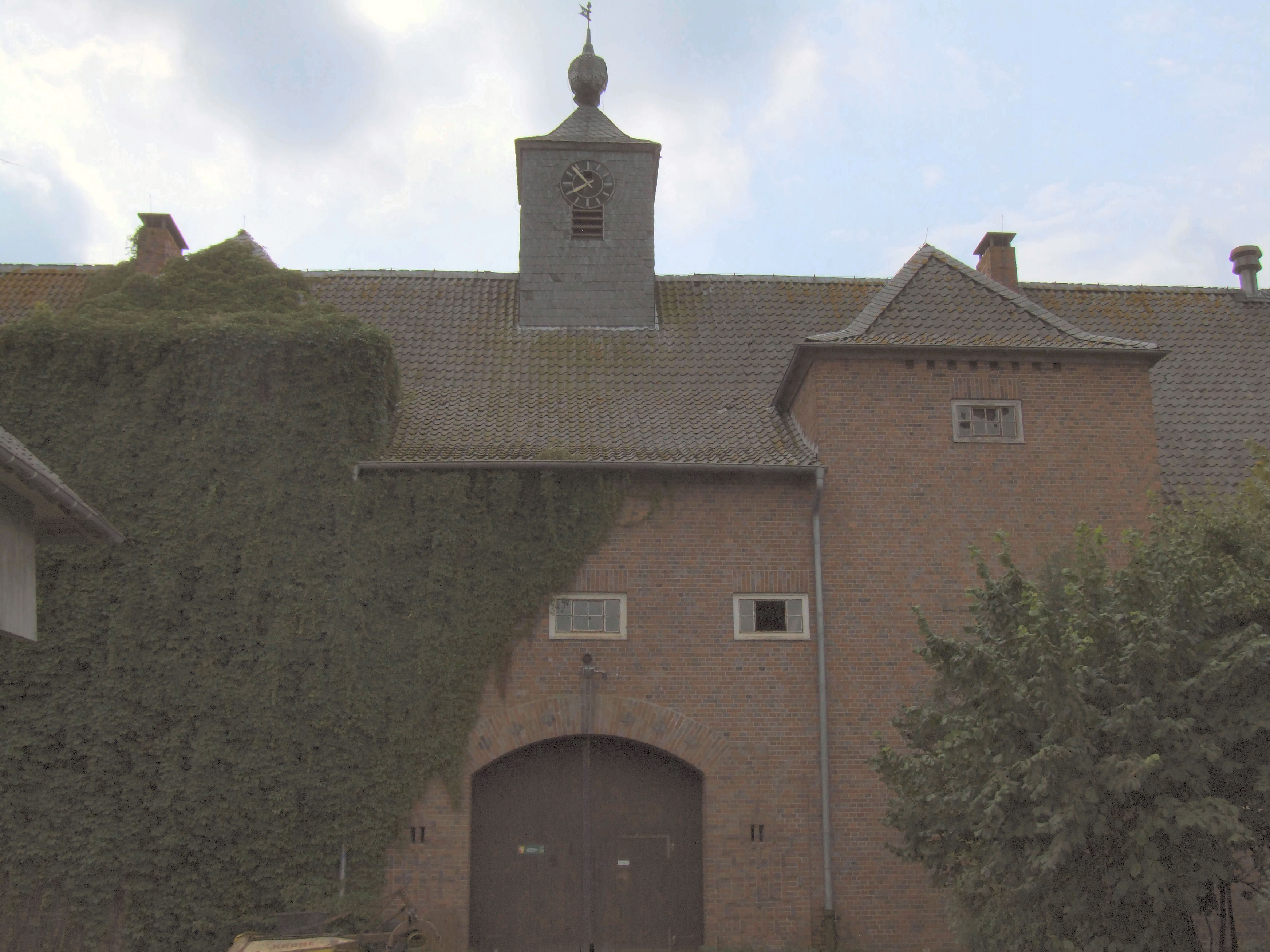
Glockenturm mit Westminster-Schlagwerk
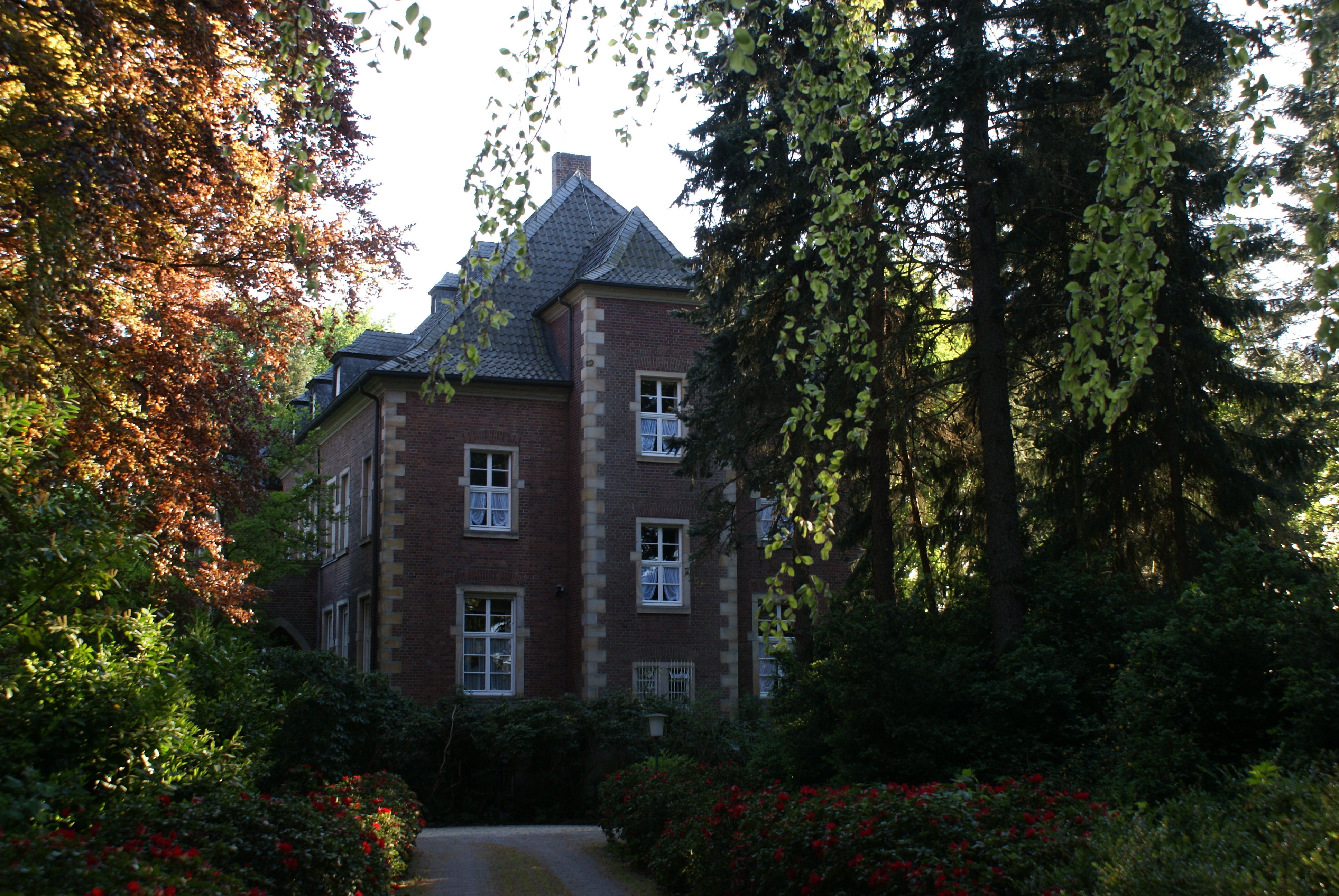
Das Herrenhaus von Gut Vehr